# Путь (журнал)
«Путь» — печатный «орган русской религиозной мысли», журнал на русском языке в дореволюционной орфографии; издавался в Париже Религиозно-философской академией с сентября 1925 по март 1940 годов. Выходил три раза в год; всего вышел 61 номер, каждый тиражом 1000—1200 экземпляров. Включал статьи 127 авторов. Соредакторами журнала были Н. А. Бердяев и Б. П. Вышеславцев.
Во французской библиографии именуется чаще как «La Voie (la revue)», реже как «Pout», в английской — «Put (Voie; The way)».

## История
Выдворенный из советской России русский философ Николай Бердяев, найдя приют в Берлине, продолжил свою деятельность и, опираясь на опыт московской Вольной академии духовной культуры и российских Религиозно-философских обществ, стал инициатором в русской берлинской среде Религиозно-философской академии, открывшейся 26 ноября 1922 года. После переезда Бердяева в Париж в 1924 году академия сменила адрес на парижский.
К сентябрю 1925 года был подготовлен первый номер академического журнала. Он открывался редакционной статьёй «Духовные задачи русской эмиграции», в частности провозглашавшей:

«Русская эмиграция призвана хранить преемственность русской духовной культуры и в меру сил своих способствовать ея творческому развитию. Задача же политическая для нея вторична и производна, подчинена задаче духовно-религиозной».— «Путь», № 1. Сентябрь 1925 г. Стр.5.
Последний номер журнала (№ 61) датировался периодом «октябрь 1939 — март 1940 года».

## Авторы
В течение 15 лет журнал публиковал философские труды религиозной тематики европейских философов и богословов, в большинстве русских, а также французских, немецких и английских.
Русские философы
- Николай Арсеньев (1888—1977),
- Сергий Безобразов (1892—1965),
- протоиерей Сергий Булгаков (1871—1944),
- Лев Зандер (1893—1934),
- Василий Зеньковский (1881—1962),
- Лев Карсавин (1882—1952),
- Антон Карташёв (1875—1960),
- Николай Лосский (1870—1965),
- Пётр Савицкий (1895—1968),
- князь Николай Трубецкой (1890—1938),
- протоиерей Георгий Флоровский (1893—1950),
- Семён Франк (1877—1950).

Русские богословы
- Николай Глубоковский (1863—1937) — самый пожилой сотрудник журнала[2].

Французские
- Жак Маритен (1882—1973),
- Поль Аршанбо (Paul Archambault; 1883—1950)

Бельгийские
- Раймон де Бекер (Raymond De Becker; 1912—1969) — самый молодой сотрудник журнала[2].

Немецкие
- Пауль Тиллих (1886—1965),
- Ганс Эренберг (Hans Ehrenberg; 1883―1958)

Английские
- Сидни Лэсли Оллард (Sidney Leslie Ollard; 1875—1949) — англиканский священник

## Содержание
№ 1. Сентябрь 1925 года
1. Духовные задачи русской эмиграции (от редакции).
2. С. Л. Франк. — Религиозные основы общественности.
3. Н. А. Бердяев. — Царство божие и царство кесаря.
4. Прот. С. Булгаков. — Очерки учения о церкви.
5. Б. П. Вышеславцев. — Значение сердца в религии.
6. Прот. С. Четвериков. — Из истории русского старчества (Паисий Величковский).
7. Г. Н. Трубецкой. — Памяти Святейшего патриарха Тихона.
8. В. В. Зеньковский. — Религиозное движение среди русской молодежи за границей.
9. Из русской религиозной жизни: (Безобразов; Бердяев; Иванов)
10. Из западной религиозной жизни (Тиллих; Фюмэ; Арсеньев; Бердяев; Трубецкой)

№ 2. Январь 1926
1. Н. — О русской Церкви.
2. Н. Лосский. — Вл. Соловьёв и его приемники в русской религиозной философии.
3. Н. Бердяев. — Спасение и творчество (Два понимания христианства).
4. Прот. С. Булгаков. — Очерки учения о Церкви. Обладает ли православие внешним авторитетом догматической непогрешимости?
5. А. Ремизов. — Московская пчела.
6. Ж. Маритэн. — Метафизика и мистика.
7. а) заседание Религиозно-философской академии, посвящённое памяти Вл. Соловьёва; б) В. Сперанский. — Четверть века назад (памяти Вл. Соловьёва).
8. Л. Зандер. — Из религиозной жизни русской молодёжи.
9. Самуэль Каверт. — Путь к истинной международной Церкви.
10. Л. Карсавин. — Ответ на статью Бердяева об евразийцах.
11. Г. В. Флоровский. — «Окаменённое бесчувствие» (по поводу полемики против евразийцев).
12. Письмо евразийцев П. Сувчинского, Л. Карсавина, П. Савицкого, Н. С. Трубецкого, Г. Флоровского, Вл. Ильина и ответ Г. Н. Трубецкого.
13. Эли Эльсон. — Безумие и вера.
14. С. Франк. — Мистическая философия Розенцвейга.
15. . В. Зеньковский. — Delacroix. La religion et la foi и др. книги.
16. Н. Лосский. — Преподобный Сергий Радонежский и Серафим Саровский (по поводу книги Б. Зайцева и Вл. Ильина)

№ 3. Март-апрель 1926
1. Н. Бердяев. — О духовной буржуазности.
2. Н. Лосский. — Преемники Вл. Соловьёва.
3. Л. Карсавин. — Апологетический этюд.
4. В. Зеньковский. — Автономия и теономия.
5. Прот. С. Четвериков. — Путь умного делания и духовного трезвения.
6. В. Эккерсдорф. — Николушка.
7. Б. Вышеславцев. — Парадоксы коммунизма.
8. С. Оллард. — Англо-католичество.
9. Г. Трубецкой. — Памяти кардинала Мерсье.
10. Н. Клепинин. — Братство и пути православного студенческого движения.
11. А. Петров. — Письмо монархиста в редакцию журнала «Путь» и Н. Бердяев. — Ответ на письмо монархиста.
12. Н. Бердяев. — О. д’Эрбиньи о религиозном образе Москвы в октябре 1925 г.
13. Н. Арсеньев. — Об избыточествующей жизни (Мистика и Церковь).
14. Собрание православных, католиков и протестантов в Париже.
15. Русская религиозная мысль на немецком языке.
16. Книги Вл. Соловьева.

№ 4. Июнь-июль 1926
1. Прот. С. Булгаков. — Очерки учения о Церкви.
2. Г. В. Флоровский. — Метафизические предпосылки утопизма.
3. П. Новгородцев. — Восстановление святынь.
4. В. И. Ильин. — Иночество и подвиг.
5. Н. С. Арсеньев. — Пессимизм и мистика в древней Греции.
6. Н. А. Бердяев. — Кошмар злого добра.
7. Об умной или внутренней молитве (из отцов Церкви)
8. П. Аршанбо. — Философия действия.
9. Б. П. Вышеславцев. — Два пути социального движения.
10. Н. Глубоковский. — Христианское единение и богословское просвещение в православной перспективе.
11. С. Л. Франк. — Религия и Наука в современном сознании.
12. А. Ельчанинов. — Епископ — Старец.
13. Н. К. — Светлой памяти игуменьи Екатерины.
14. Г. Н. Трубецкой. — Спор о монархии.
15. Н. А. Бердяев. — Дневник философа.
16. Н. А. Бердяев. — Жозеф де Местр и масонство.
17. С. Л. Франк. — Новое издание Баадера.
18. С. Л. Франк. — Новокантианская философия мифологии.
19. Библиография
20. Русская религиозная библиотека при методисткой миссии в Праге.

№ 5. Октябрь-ноябрь 1926
1. Прот. С.Булгаков. — Благодатные заветы преп. Сергия русскому богословствованию.
2. Н. Н. Алексеев. — Идея «Земного града» в христианском вероучении.
3. Н. Бердяев. — Церковная смута и свобода совести.
4. Г. П. Федотов. — Об антихристовом добре.
5. Н. С. Арсеньев. — Пессимизм и мистика в древней Греции.
6. Письмо проф. Ганса Эренберга прот. С.Булгакову о православии и протестантизме и ответ прот. С.Булгакова.
7. Г. Г. Кульман. — Протестантизм и православие.
8. Вл. Соловьёв. — Письмо к Л. Толстому о воскресении Христа.
9. А. К. — Отношение англиканской церкви к православию.
10. Л. Зандер. — Три студенческих съезда.
11. В. Сперанский. — Религиозно-психологич. наброски советской России.
12. Д. А. Шаховский. — На правах разговора.
13. Новые книги: Н. Бердяев. — Новая книга о Якове Беме.
14. Новые книги: Б. Вышеславцев. Наука о чудесах.
15. Новые книги: Б. Вышеславцев. — Религиозно-аскетическое значение невроза.
16. Новые книги: Н. Бердяев. — Антихристианская мысль (Цельс).
17. Новые книги: С. Франк. — Новая этика немец. идеализма (Н. Гартман)

№ 6. Январь 1927
1. А. Ремизов. — Рождество.
2. Н. Алексеев. — Христианство и идея монархии.
3. Л. Карсавин. — Об опасностях и преодолении отвлеченнаго христианства.
4. Н. Бердяев. — Наука о религии и христианская апологетика.
5. Н. Клепинин. — Мысли о религиозном смысле национализма.
6. Письмо кардинала Андрие, архиепископа Бордоского об «Action Française» и письмо папы Пия XI кардиналу Андрие.
7. Католик. — О скале Петровой.
8. В. Ильин. — О небесной и земной соборности.
9. Е. Скобцова. — Святая Земля.
10. Н. Арсеньев. — О духе нашего времени.
11. А. Карпов. — О монархии.
12. Н.Бердяев. — Дневник философа (О духе времени и монархии).
13. Л. Зандер. — Клермонтский съезд.
14. Л. Зандер. — Бьервильский съезд.
15. Новые книги (Федотов; Бердяев; Зандер).

№ 7. Апрель 1927
1. В. Зеньковский. — Свобода и соборность.
2. С. Четвериков. — Из истории русскаго старчества.
3. Н. Бердяев. — Из размышлений о теодицее.
4. Г. Флоровский. — Дом отчий.
5. Г. Цебриков. — Антиминс.
6. С. М. Каверт. — Различные течения в американской религиозной жизни.
7. Н. Арсеньев. — О современном положении христианства.
8. Н. К. — Съезд в St-Albans.
9. П. Лопухин. — По поводу статьи Л. А. Зандера о Бьервильском съезде.
10. Г. Федотов. — Зарубежная церковная смута.
11. Хроника духовной жизни.
12. Новые книги (Федотов; Ильин; Флоровский).

№ 8. Август 1927
1. С. Франк. — Церковь и мир, благодать и закон.
2. Н. Алексеев. — Русский народ и государство.
3. Г. П. Федотов. — Св. Геневефа и Св. Симеон Столпник.
4. В. Зеньковский. — Факты и наблюдения (психология современной молодёжи)
5. Е. Беленсон. — О юродстве во Христе.
6. Р. Вальтер. — Ангелус Силезиус.
7. Ю. Сазонова. — Три католических образа.
8. П. К. Иванов. — Сокровенный смысл современных церковных событий.
9. Н. Бердяев. — Съезд в Австрии.
10. Б. Вышеславцев. — Балканские впечатления.
11. Новые книги (Бердяев; Зандер; Ильин)

№ 9. Январь 1928
1. Н. Лосский. — Техническая культура и христианский идеал.
2. Б. Вышеславцев. — Трагическая теодицея.
3. А. Карташёв. — Влияние Церкви на русскую культуру.
4. Н. Бердяев. — Метафизическая проблема свободы.
5. Т. Ц. Ку. — Столкновение религиозно-культурных течений в Китае.
6. И. Стратонов. — Документы Всероссийской Патриаршей Церкви последнего времени.
7. Л. Зандер. — Съезд о России.
8. В. Ильин. — Проект энциклопедии православия.
9. Новые книги (Флоровский; Франк; Ильин; Лосский)

№ 10 Апрель 1928
1. Н. Ф. Федоров. — Из третьего тома «Философии общего дела».
2. Н. Глубоковский. — Ветхозаветный закон по его происхождению, предназначению и достоинству.
3. Н. Тимашев. — Церковь и советское государство.
4. И. Лаговский. — «Там, где с Богом борются».
5. Н. Арсеньев. — Лозанская конференция.
6. П. Андерсон. — Англо-русское содружество во имя Св. Мученика Албания и Преп. Сергия Радонежского.
7. Н. Бердяев. — Католичество и Action Française.
8. Новые книги (Вышеславцев; Флоровский; Бердяев; Ильин)

№ 11. Июнь 1928
1. Прот. С. Булгаков. — О царстве Божьем.
2. С. Троицкий. — Брак и Церковь.
3. В. Ильин. — Христос и Израиль.
4. Н. Бердяев. — Три юбилея (Л. Толстой, Ген. Ибсен, Н. Федоров).
5. М. Курдюмов. — Подвиг св. Сергия Радонежского и дело митрополита Сергия.
6. Л. Козловский. — «Вечерний гимн души» (Ян Каспрович).
7. Новые книги (Флоровский; Бубнов; Бердяев).

№ 12. Август 1928
1. Г. Флоровский. — Филарет, митрополит Московский.
2. Л. Карсавин. — Пролегомены к учению о личности.
3. С. Франк. — Мистика Рейнера Марии Рильке.
4. И. Стратонов. — Исходный момент русской церковной смуты последнего времени.
5. Г. Федотов. — Carmen Saeculare.
6. Новые книги (Бердяев; Флоровский; Франк).

№ 13. Октябрь 1928
1. С. Безобразов. — Принципы православнаго изучения Св. Писания.
2. Н. Бердяев. — Обскурантизм.
3. С. Франк. — Мистика Рейнера Марии Рильке
4. А. Погодин. — Христианство и прогресс.
5. Иеромонах Иоанн (Д. Шаховский). — О посте.
6. Протоирей С. Булгаков. — Лозанская конференция и папская энциклика.
7. С. Франк. — Макс Шеллер.
8. Е. Беленсон. — Тайный Христос у евреев.
9. М. Курдюмов. — Во власти искушения.
10. Новые книги (Вышеславцев; Ильин; Флоровский).

№ 14. Декабрь 1928
1. Н. Бердяев. — Иллюзии и реальность в психологии эмигрантской молодежи.
2. Н. Лосский. — «Мифическое» и современное научное мышление.
3. Л. Зандер. — Грустный рай.
4. И. Стратонов. — Развитие церковной смуты после первого Карловацкого собора.
5. Б. П. Вышеславцев. — Кришнамурти (Завершение теософии).
6. Новые книги (Флоровский; Сеземан).

№ 15. Февраль 1929
1. С. Троицкий. — Брак и грех. I. Брак до греха.
2. Прот. С. Булгаков. — Очерки учения о церкви. IV. О ватиканском догмате.
3. Н. Алексеев. — Русское западничество.
4. И. Стратонов. — Развитие церковной смуты после первого Карловацкого Собора.
5. С. Франк. — Памяти Ю. И. Айхенвальда.
6. Новые книги (Франк; Зеньковский; Ильин).

№ 16. Май 1929
1. С. Безобразов. — Воскрешение Лазаря и Воскресение Христово.
2. Прот. С. Булгаков. — Очерки учения о Церкви. IV. О ватиканском догмате.
3. Е. Скобцева. — В поисках синтеза.
4. Фр. Либ. — Протестантизм и православие.
5. Н. Бердяев. — Дневник философа.
6. Новые книги (Бердяев; Флоровский).

№ 17. Июль 1929
1. С. Троицкий. — Брак и грех. Брак после греха.
2. Иеромонах Иоанн (Шаховский). — Свобода от мира.
3. М. Курдюмов. — В Фаворском свете.
4. Н. Тимашев. — Кодификация советского церковного права
5. И. Стратонов. — Кризис церковной смуты в России и дальнейший ея рост за рубежем.
6. Ю. Иваск. — Пролетарий и машина.
7. Е. Беленсон.- Путь неисповедимый.
8. Новые книги (Бердяев; Флоровский).

№ 18. Сентябрь 1929
1. Н. Ф. Федоров. — Из посмертных рукописей.
2. М. А. Георгиевский. — Древне-христианский коммунизм.
3. Дм. Ременко. — Религиозное обоснование чуда.
4. Прот. Налимов. — Тезисы докладов о современной покаянной дисциплине.
5. Н. Бердяев. — Древо жизни и древо познания.
6. Г. В. Флоровский. — Противоречия оригенизма.
7. Новые книги (Бердяев; Зеньковский).

№ 19. Ноябрь 1929
1. Г. В. Флоровский. — Еврахистия и соборность.
2. Д. Чижевский. — Сковорода.
3. И. Смолич. — Великий старец Нил Сорский.
4. Прот. С.Булгаков. — К вопросу о дисциплине покаяния и причащения.
5. В. Гриневич. — Религиозно-философская мысль Англии.
6. С. Безобразов. — Восточно-Западная научно-богословская конференция в Новом Саду.
7. Г. Федотов. — Хай-Ли (англо-русский союз молодежи)
8. С. Франк. — Философия ветхозаветного мира.
9. Новые книги (Бердяев; Флоровский; Зеньковский).

№ 20. Февраль 1930
1. Прот. С.Булгаков. — Евхаристический догмат.
2. Н. Бердяев. — Из этюдов о Я.Беме. Этюд I. Учение об Ungrund’е и свободе.
3. Франк Говен. — Христианство в Америке.
4. Н. Арсеньев. — Религиозные съезды в Ньюкастле и Камбридже.
5. Прот. С. Булгаков. — Православие и социализм (письмо в редакцию).
6. Н. Бубнов. — Понятие Бога и теория ценностей (о книге Германа Шварца).
7. Новые книги (Флоровский; Вышеславцев; Бердяев).

№ 21. Апрель 1930
1. Прот. С. Булгаков. — Евхаристический догмат (окончание).
2. Н. Бердяев. — Из этюдов о Я. Беме. Этюд II. Учение о Софии и андрогине. Я.Беме и русския социологическия течения.
3. Б. Вышеславцев. — Внушение и религия.
4. Ю. Сазонова. — Религиозные искания в отражении советской литературы.
5. Н. Бердяев. — Памяти кн. Г. Н. Трубецкого.
6. Новые книги (Безобразов; Чижевский).

№ 22. Июнь 1930
1. Прот. С. Четвериков. — Евхаристия как средоточие христианской жизни.
2. А. Карпов. — А. М. Бухарев (Архимандрит Феодор)
3. И.Гофштеттер. — Богоборчество (В чём доблесть Иакова и правота Иова).
4. М. Курдюмов. — Православие и большевизм.
5. Письмо из России Н. Бердяеву.
6. Л. Шестов. — В. В. Розанов.
7. Я. Меньштков. — Душа вещей.
8. В. Зеньковский. — Съезд в Афинах.
9. В. Ильин. — По поводу второй выставки икон.
10. Новые книги (Флоровский; Вышеславцев).

№ 23. Август 1930
1. Б. Вышеславцев. — Этика сублимации, как преодоление морализма.
2. А. Карпов. — А. М. Бухарев (Архимандрит Феодор).
3. Р. Плетнев. — Достоевкий и Евангелие.
4. С. Троицкий. — Почему закрываются церкви в России?
5. Н. Бердяев. — Восток и Запад.
6. Н. Арсеньев. — Религиозное движение молодёжи в Германии.
7. Новые книги (Зеньковский; Флоровский).

№ 24. Октябрь 1930
1. В. Зеньковский. — Преодоление платонизма и проблема софийной твари.
2. П. Прокофьев. — Религиозная утопия Ал. А. Иванова.
3. Р. Плетнев. — Достоевский и Евангелие (окончание).
4. А. Карпов. — Англо-русская конференция в High-Leigh.
5. Н. Алексеев. — Религиозно-философские идеи и личность Б. Н. Чичерина в свете его воспоминаний.
6. С. Франк. — Памяти Л. М. Лопатина.
7. Новые книги (Бердяев).

№ 25. Декабрь 1930
1. М. Артемьев. — Жива ли Россия?
2. С. Франк. — Психоанализ как миросозерцание.
3. Г. Флоровский. — Спор о немецком идеализме.
4. Н. Афанасьев. — Вселенские соборы.
5. Н. Тургенева. — Ответ Н. Бердяеву по поводу антропософии.
6. Н. Бердяев. — Спор об антропософии.
7. А. Салтыков. — Новейшее движение в области познания христианства.
8. Новые книги (Зандер; Ильин).

№ 26. Февраль 1931
1. Прот. С. Булгаков. — Иуда Искариот Апостол Предатель.
2. Н. Лосский. — О воскресении во плоти.
3. Петроградский священник. — О Блоке.
4. Н. Бердяев. -В защиту А. Блока.
5. В. Ильин. — Эстетический и богословско-литургический смысл колокольного звона.
6. Г. Флоровский. — Кн. С. Н. Трубецкой (1862—1905)
7. Новые книги (Флоровский; Вышеславцев).

№ 27. Апрель 1931
1. Прот. С. Булгаков. — Иуда Искариот — Апостол предатель (окончание).
2. Г. Федотов. — Трагедия древнерусской святости.
3. С. Франк. — Достоевский и кризис гуманизма (к 50-летию со дня смерти Достоевского).
4. Н. Сарафанов. — Открытое письмо В. В. Рудневу об отделении церкви от государства.
5. Новые книги (Шестов; Троицкий; Бердяев).

№ 28. Июнь 1931
1. Русский Инок. — Духовная жизнь и хозяйство.
2. Н. Алексеев. — Христианство и социализм.
3. Елизавета Беленсон. — О женской католической мистике XIX—XX века.
4. И. Гофштеттер. — В плену философско-теологической путаницы (о Розанове, Гегеле и Шестове).
5. Новые книги (Зеньковский; Бердяев; Лосский).

№ 29. Август 1931
1. Русский Инок. — Хозяйство природы.
2. Ф. Степун. — Религиозный социализм и христианство.
3. М. Курдюмов. — О христианском максимализме.
4. Г. Федотов. — Неудачная защита (ответ М. Курдюмову)
5. Н.Бердяев. — Литературное направление и «социальный заказ».
6. Новые книги (Арсеньев; Бердяев).

№ 30. Октябрь 1931
1. Н. Бердяев. — Правда и ложь коммунизма.
2. Е. Скобцова. — Рождение и творение.
3. Аббат Августин Якубизиак. — Призвание св. Жанны д’Арк.
4. А. Карпов. — Пятая Англо-Русская конференция.
5. А. Салтыков. — Гора в Библии.
6. Новые книги (Ильин; Зеньковский; Флоровский).

№ 31. Декабрь 1931
1. Г. В. Флоровский. — Богословские отрывки.
2. В. Зандер. — Икона Св. Троицы.
3. Иеромонах Иоанн (Шаховской). — О назначении человека и о путях философа.
4. Н. Бердяев. — О гордости смиренных (ответ иеромонаху Иоанну).
5. Н. Арсеньев. — Движение к единению христианских церквей и проблема современного мира.
6. М. Курдюмов. — Ответ Г. П. Федотову о церковном расколе.
7. С. Отман. — Открытое письмо редактору «Пути».
8. Новые книги (Бубнов; Зеньковский).

№ 32. Февраль 1932
1. о. С. Булгаков. — «Святый Грааль».
2. М. Артемьев. — О свободе воле.
3. С. Франк. — Пирогов, как религиозный мыслитель.
4. К. Керк. — Идеалы Англиканской Церкви.
5. В. Зеньковский. — О значении воображения в духовной жизни.
6. Новые книги (Бердяев; Чижевский; Зеньковский).

№ 33. Апрель 1932
1. Г. Федотов. — Православие и историческая критика.
2. И. Лаговский. — Спасение и культура.
3. Н. Арсеньев. — Об общении с Англиканской церковью.
4. И. Смолич. — И. В. Киреевский.
5. Новые книги (Бубнов; Флоровский; Зеньковский).
6. Приложение: А. Карташёв — Церковь и государство.

№ 34. Июль 1932
1. Б. П. Вышеславцев. — Миф о грехопадении.
2. П. Бицилли. — П. А. Бакунин.
3. С. Франк. — Философия Гегеля (к столетию дня смерти Гегеля).
4. прот. Сергий Четвериков. — О трудностях религиозной жизни в детстве и юности.
5. В. Ильин. — Гёте, как мудрец.
6. Новые книги (Зеньковский; Зернов).
7. Приложение: Н. Бердяев. — Генеральная линия советской философии и воинствующий атеизм.

№ 35. Сентябрь 1932
1. Г. П. Федотов. — О Св. Духе в природе и в культуре.
2. А. Лазарев. — Философская судьба Вильяма Джемса.
3. Н. А. Бердяев. — Духовное состояние современного мира.
4. Н. Арсеньев. — Современное англиканское богословие.
5. С. Франк. — Гёте и проблема духовной культуры.
6. Новые книги (Бубнов; Флоровский; Бердяев).
7. Приложение: И. Лаговский. — Коллективизация и религия.

№ 36. Декабрь 1932
1. Н. Лосский. — Магия и христианский культ.
2. Н. Бердяев. — Два понимания христианства (к спорам о старом и новом в христианстве).
3. С. Гессен. — Трагедия зла (философский образ Ставрогина).
4. А. Карташёв. — Завет Св. кн. Владимира.
5. иеромонах Лев Жиллэ. — В поисках первоначального евангельского предания.
6. Новые книги (Бердяев; Федотов).
7. Приложение: Б. Вышеславцев. — Трагизм возвышенного и спекуляция на понижение.

№ 37. Февраль 1933
1. прот. С. Булгаков. — На путях догмы.
2. В. Зеньковский. — Проблема красоты в миросозерцании Достоевского.
3. С. Франк. — Основная идея философии Спинозы (к 300-летию его рождения).
4. А. Полотебнова. — Из итальянской религиозной жизни. Ассизы.
5. А. Салтыков. — О космическом ритме Евангелий.
6. Новые книги (Мочульский; Афанасьев).
7. Приложение: свящ. Г. Флоровский. — Проблематика христианскаго воссоединения.

№ 38. Май 1933
1. Н. Бердяев. — Человек и машина (Проблема социологии и метафизики техники).
2. К. Сережников. — К проблематике религиозно-исторического конфликта.
3. И. Смолич. — Предсоборное присутствие 1906 года.
4. В. Расторгуев. — О трагическом нечувствии (по поводу статьи Б. Вышеславцева). Б. Вышеславцев. — О нечувствии и непонимании трагизма (ответ В. Расторгуеву).
5. Д. Рашеев. — Письмо в редакцию из Румынии.
6. Новые книги (Бердяев).
7. Приложение: М. Курдюмов. — Церковь и новая Россия.

№ 39. Июль 1933
1. Иеромонах Иоанн (Шаховской). — Крещение знания.
2. Н. Зернов. — Св. Киприан Карфагенский и единство вселенской церкви
3. Х. — Путь преображения (статья из России).
4. Мария Литвяк. — Листки из дневника (о грешных и праведных; о вере и маловерии)
5. Г. Колпакчи. — К сравнительной характеристике буддизма и христианства.
6. А. Шестов. — Мартин Бубер.
7. Новые книги (Бердяев; Вышеславцев).
8. Приложение: Н. Афанасьев. — Каноны и каноническое сознание.

№ 40. Сентябрь-Октябрь 1933
1. Н. Федоров. — Что такое добро?
2. С. Франк. — Религиозность Пушкина.
3. А. Карташёв. — Религиозный вопрос на конгрессе меньшинств в Вене.
4. В. Ильин. — Профанация трагедии.
5. Новые книги (Бердяев; Вышеславцев).
6. Приложение: И. Стратонов. — Происхождение современного устройства Русской патриаршей церкви.

№ 41. Ноябрь-декабрь 1933
1. Св. Г. Флоровский. — Тютчев и Владимир Соловьев.
2. Н. Реймерс. — Свобода и равенство.
3. А. Полотебнева. — Очерк этико-религиозного созерцания природы.
4. И. Гофштеттер. — Социальное христианство.
5. Новые книги (Булгаков; С.-O. Spengler).

№ 42. Январь-март 1934
1. Б. Вышеславцев. — Проблема власти.
2. В. Вейдле. — Разложение искусства.
3. А. Вановский. — Японская мифология и библия.
4. В. Зеньковский. — Кризис протестантизма в Германии.
5. о. Алексий Б. — Две проповеди священника, произнесенные в Советской России.
6. Новые книги (Безобразов; Шестов; М. Л.-Б.).

№ 43. Апрель-июнь 1934
1. Н. Бердяев. — Многобожие и национализм.
2. Н. Лосский. — Видения святых и мистиков.
3. Монахиня Мария. — Истоки творчества.
4. Н. Зернов. — Православие и англиканство.
5. С. — Голоса христианской совести в Германии.
6. А. Глазберг. — В обители семи ключей Богородицы.
7. Новые книги (Вышеславцев; Зеньковский; В. З.).

№ 44. Июль-сентябрь 1934
1. А. Карташёв. — Церковь и национальность.
2. Свящ. Георгий Флоровский. — О границах Церкви.
3. Н. Алексеев. — Об идее философии и её общественной миссии.
4. Н. Бердяев. — Познание и общение (ответ Н. Алексееву).
5. М. Курдюмов. — О богоборчестве и геенне.
6. Г. Беннигсен. — Письмо в редакцию.
7. Новые книги (Бердяев; Бубнов; Зеньковский).

№ 45. Октябрь-декабрь 1934
1. Н. Зернов. — Реформа русской церкви и дореволюционный епископат.
2. Н. Афанасьев. — Две идеи вселенской церкви.
3. А. Карташёв. — Личное и общественное спасение во Христе.
4. кн. Н. Щербатов. — Кризис искусства.
5. прот. С. Булгаков. — О. Александр Ельчанинов.
6. А. Салтыков. — Об алхимических элементах религиознаго предания.
7. С. Франк. — Философия и жизнь Международный философский съезд в Праге).
8. Новые книги (Бицилли; Мочульский).

№ 46. Январь-март 1935
1. Г. Федотов. — Мать земля. К религиозной космологии русского народа.
2. Б. Вревский. — От веры к богосознанию.
3. прот. Сергий Четвериков. — Открытое письмо Н. А. Бердяеву по поводу его книги «Судьба человека в современном мире».
4. Н. Бердяев. — О христианском пессимизме и оптимизме (по поводу письма протоирея Сергия Четверикова).
5. Д. Ишевский. — «Божие» и «Кесарево». Беседа с Высокопреосвященым митрополитом Елевферием.
6. Гр. Проневич.- Экуменический семинар в Женеве.
7. С. Ильницкий. — У истоков веры. Из дагомейских впечатлений.
8. Новые книги (Иванов; Спекторский).

№ 47. Апрель-июнь 1935
1. кн. С. Н. Трубецкой. — О Св. Софии, Русской церкви и вере православной.
2. А. Карташёв. — Церковь в её историческом исполнении.
3. А. Изюмов. — Духовное возвращение В. С. Печерина на родину.
4. Н. Зернов. — Единство Англиканской церкви.
5. прот. С. Булгаков. — При реке Ховаре.
6. Новые книги (Лот-Бородин; Бердяев).

№ 48. Июль-сентябрь 1935
1. Н. Бердяев. — Персонализм и марксизм.
2. Л. Шестов. — Кирхегардт и Достоевский.
3. В. Вейдле. — Возрождение чудесного.
4. прот. С. Четвериков. — О мировом зле и спасающей Церкви (по поводу статьи Н. Бердяева)
5. Н. Бердяев.- Еще о христианском пессимизме и оптимизме (ответ прот. С. Четверикову)
6. Новые книги (Безобразов; Н. Б-ов).

№ 49. Октябрь-декабрь 1935
1. Н. Бердяев. — Русский духовный ренессанс начала XX века и журнал «Путь» (к десятилетию «Пути»)
2. прот. С. Булгаков. — Иерархия и таинства.
3. Б. Вышеславцев. — Образ Божий в существе человека.
4. Н. Бердяев. — Дух Великого Инквизитора (по поводу указа митрополита Сергия, осуждающего богословские взгляды о. С. Булгакова).
5. Н. Зернов. — Девятый Англо-Православный съезд.
6. Новые книги (Бердяев; Смолич).

№ 50. Январь-март-апрель 1936
1. Н. Бердяев. — Проблема человека (к построению христианской антропологии).
2. В. Лосский. — Открытое письмо Н. А. Бердяеву. ; Прот. С. Четвериков. — Открытое письмо Н. А. Бердяеву.
3. Н. Бердяев. — Об авторитете, свободе и человечности (ответ В. Лосскому и о. С. Четверикову).
4. Н. Бердяев. — Лев Шестов.
5. В. Зеньковский. — Памяти проф. Г. И. Челпанова. ; Н. Бердяев. — Памяти Георгия Ивановича Челпанова.
6. Новые книги (Шестов; Булгаков).
7. Приложение: о. С. Булгаков. — О Софии Премудрости Божией. Ответ Карловацким епископам.

№ 51. Май-октябрь 1936
1. Н. Зернов. — Москва — Третий Рим.
2. А. Карташёв. — Русское Христианство.
3. Р. де-Бекер. — Во мраке.
4. И. Гофштеттер. — Философское обоснование социализма.
5. С. Троицкий. — В защиту «Христианской философии брака».
6. Новые книги (Лосский; Бердяев).

№ 52. Ноябрь 1936 — март 1937
1. Прот. С. Булгаков. — Проблема «условного бессмертия» (из введения в эсхатологию)
2. Д. Семенов-Тянь-Шанский. — Труд, творчество и свобода.
3. М. Лот-Бородина. — Критика «Русского христианства».
4. Е. Беленсон. — Призвание Израиля.
5. Б. Сове. — Тезисы по Священному Писанию Ветхого Завета.
6. С. Ильницкий. — «Просите мира Иерусалиму» (путевые заметки).
7. Новые книги (Смолич; Мочульский).

№ 53. Апрель-июль 1937
1. Прот. С. Булгаков. — Проблема «условного бессмертия» (окончание).
2. Г. П. Федотов. — Ecce home.
3. Н. Алексеев. — О высшем понятии философии.
4. Н. Бердяев. — Ортодоксия и человечность. (прот. Г. Флоровский. Пути русского богословия.)
5. Б. Сове. — Современное положение российской церкви.
6. Новые книги (Зеньковский; Мачульский).

№ 54. Август-декабрь 1937
1. Н. Лосский. — О творении мира Богом.
2. Л. Шестов. — Sine affusione sanguines.
3. кн. М. Волконский. — О тайных причинах тяготения русской аристократии к католичеству.
4. Г. Федотов. — Оксфорд.
5. Л. Зандер. — Съезд христианских церквей в Эдинбурге.
6. Н. Бердяев. — Памяти Андрея Федоровича Карпова.
7. Новые книги (Бердяев; Зеньковский).

№ 55. Январь-апрель 1938
1. Архимандрит Кассиан (Безобразов). — Новый завет в наше время (История и богословие)
2. Б. Вышеславцев. — Образ божий в грехопадении.
3. П. Иванов. — Завет апостола Павла.
4. М. Шварц. — Георг Зиммель, как философ жизни и культуры.
5. Н. Зернов. — На церковных перепутьях.
6. Новые книги (Зеньковский; Киприан (Керн)).

№ 56. Май-июнь 1938
1. Н. Бердяев. — Христианство и антисемитизм.
2. В. Зеньковский. — Зло в человеке.
3. Монахиня Мария. — Оправдание фарисейства.
4. А. Полотебнова. — Из итальянской религиозной жизни. Итальянские протестанты.
5. Прот. С. Булгаков.- Frank Gavin.
6. Прот. С. Булгаков. — Епископ Вальтер Фрир (in memoriam).
7. Новые книги (Смолич).

№ 57. Август-сентябрь-октябрь 1938
1. Г. П. Федотов. — Славянский или русский язык в богослужении.
2. А. Лазарев. — Философский замысел Жюля Лекье.
3. В. Ильин. — Великая Суббота (о тайне смерти и бессмертия).
4. Н. Зернов. — Английский богослов в России Императора Николая Первого (В. Пальмер и А. С. Хомяков).
5. Новые книги (Бердяев).

№ 58. Ноябрь-декабрь-январь 1938—1939
1. Прот. С. Булгаков. — Una Sancta (Основание экуменизма).
2. Архимандрит Каприан (Керн). — Пастырская проблематика.
3. К. Мочульский. — Расизм и западное христианство.
4. И. Гофштеттер. — Тайна Гефсиманской ночи.
5. Н. Бердяев. — Основная идея философии Л. Шестова.
6. Р. Плетнев. — Достоевский и Библия.
7. А. Александров. — Книга Иова.
8. Новые книги (Федотов; П. Иванов).

№ 59. Февраль, март, апрель 1939
1. М. Курдюмов. — Церковь и мир.
2. Монахиня Мария. — О подражании Богоматери.
3. В. Лебедев. — О религиозном кризисе современности.
4. Открытое письмо пастора Блюмгардта.
5. Н. Бердяев. — Существует ли в православии свобода мысли и совести?
6. Н. Бердяев. — Памяти папы Пия XI.
7. Н. Зернов. — Англиканские рукоположения и православная церковь.
8. Новые книги (Лот-Бородина; Мочульский).

№ 60. Май-сентябрь 1939
1. Редакция. — Решительный час исторической судьбы.
2. Г. П. Федотов. — В защиту этики.
3. С. Л. Франк. — Проблема христианского социализма.
4. Н. Лосский. — Трансцендентально-феноменологический идеализм Гуссерля.
5. Е. Извольская. — Новейшие течения католической социальной мысли во Франции.
6. Г. Ф. — Сергиевские листки.
7. Новые книги (Бердяев; Федотов; Г. Ф.).

№ 61. Октябрь 1939 — март 1940
1. Н. Бердяев. — Война и эсхатология.
2. Б. Вышеславцев. — Богооставленность.
3. Н. Зернов. — Всемирный съезд Христианской Молодежи.
4. Н. Алексеев. — Демонократия (О книгах Раушнинга).